# Český ekumenický překlad
Český ekumenický překlad (často nazýváno pouze ekumenický překlad, zkratkou ČEP, zřídka jako ČBS podle České biblické společnosti, samotný text nese ve většině vydání název Písmo svaté Starého a Nového zákona) je český překlad bible, pořízený v letech 1961–1979 (a později několikrát revidovaný), aby tak vznikl moderní biblický text, uznávaný všemi křesťanskými církvemi (z toho ekumenický).

## Historie
Myšlenka společného mezikonfesního českého překladu celé Bible začala vznikat již za 2. světové války. Přípravné práce trvaly až do 60. let. Vlastní překlad byl zahájen v roce 1961 pod vedením a z iniciativy profesorů Evangelické teologické fakulty UK Miloše Biče (starozákonní skupina) a J. B. Součka (novozákonní skupina). Pracovaly na něm dva týmy odborníků, kteří spolupracovali i s konzultanty ze Spojených biblických společností.
V roce 1970 byla publikována první část překladu, kniha Genesis. V roce 1973 čtyři evangelia, v roce 1975 žalmy, v roce 1978 druhá část Nového zákona a v roce 1979 konečně celá Bible. Vychází ve dvojí verzi, bez deuterokanonických knih anebo (podle katolického a pravoslavného kánonu) s nimi.
Ekumenický překlad se prosadil velmi rychle; katolická církev jej doporučila k užívání prostřednictvím kardinála Tomáška v roce 1985.
Samostatně Nový zákon vyšel v ekumenickém překladu poprvé v roce 1987 s barevnými fotografiemi, podruhé, opatřený výkladovými poznámkami, v roce 1991. Autorská práva k překladu vlastní Česká biblická společnost.
Vedle vlastního biblického textu vyšly ve zvláštním svazku několikrát také deuterokanonické knihy (pod názvem České deuterokanonické knihy).

## Charakteristika překladu
Tento překlad vychází z iniciativy protestantských církví, nicméně je uznáván a používán všemi křesťanskými církvemi včetně pravoslaví a římskokatolické církve, což bylo také jeho účelem. Text byl tedy překládán tak, aby vyhovoval všem církvím.
Je pořízen přímo z originálních jazyků (hebrejština, aramejština, řečtina) do moderní, srozumitelné češtiny (překlad ale uchovává biblickou dikci a styl), což způsobuje jeho velkou čtivost oproti ostatním biblickým překladům. Respektuje také původní metriku biblické poezie, tedy básnické části překládá veršem a ne prózou.
Český ekumenický překlad je, zdá se, nejcitovanější v moderní literatuře, patří k nejrozšířenějším a platí také za standardní zdroj biblických citací (vedle bible kralické, která je ale pro svou archaičnost méně užívána).
Překladatelé Starého zákona postupovali tzv. metodou konkordantnosti (pokud možno překládat tentýž hebrejský výraz stejným výrazem v češtině).
Překlad Nového zákona je pořízen metodou tzv. dynamické ekvivalence, tedy nahrazování myšlenky myšlenkou. Je tedy poměrně volný. Přesto se ale i novozákonní překladatelé u teologicky významných pojmů (např. milost) snažili o konkordantnost, tedy aby byl přeložen na všech místech textu shodným českým termínem.

## Překladatelé

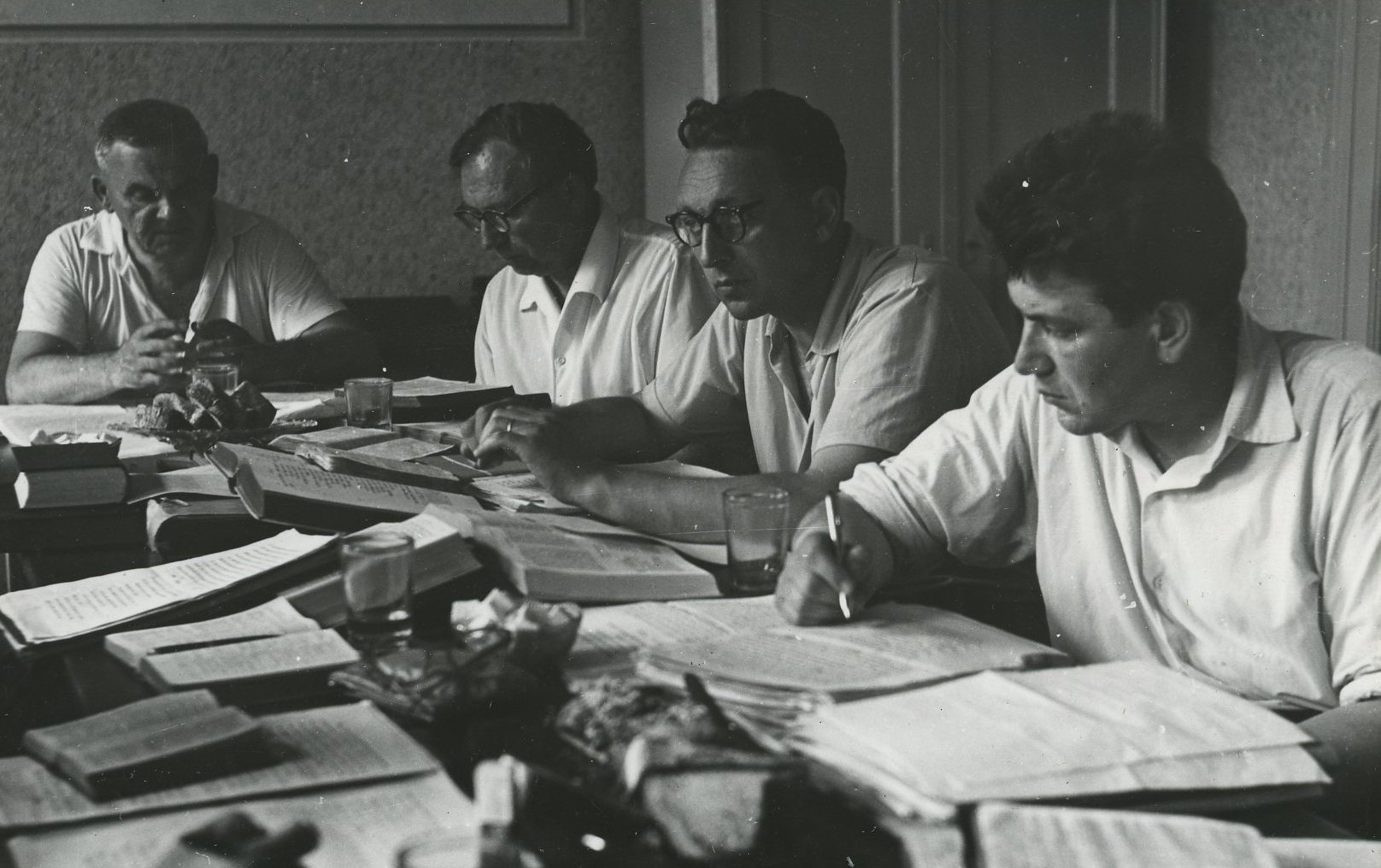
Překladatelská skupina při práci (1964), v čele Miloš Bič, vpravo Zdeněk Soušek.

Na překladu Starého zákona se podíleli: Miloš Bič, Miroslav Heryán, Ladislav Horák, Milan Mrázek, Rostislav Nechuta, Jiří Ruml, Josef Sládek, Zdeněk Soušek, Marie Hofmanová, Milan Balabán, Jiří Farský, Jaroslav Fér, František Fišer, Zdeněk Fišer, Karel Flossmann, Jan Heller, Radivoj Jakovljevič, Jaroslav Janoušek, Vladimír Kubáč, Ivan Lutterer, Josef Michal, Tomáš Novotný, Blahoslav Pípal, Anna Pípalová-Kárová, Josef Procházka, Slavie Radechovská, Pavel Smetana, Vojtěch Tvrdek a Vladislav A. Žák.
Na překladu Nového zákona se podíleli: Josef Bohumil Souček, Jindřich Mánek, Jarolím Adámek, Miloslav Hájek, Jan Heller, Marie Jankovská, Antonín Liška, Amedeo Molnár, Štěpán M. Pavlinec, Petr Pokorný, Zdeněk Sázava, Jan Sokol, Jaroslav Stolař, Milada Pecinová a Václav Žilinský.

## Ukázka
| „                  | Na počátku stvořil Bůh nebe a zemi. Země byla pustá a prázdná a nad propastnou tůní byla tma. Ale nad vodami vznášel se duch Boží. I řekl Bůh: „Buď světlo!“ A bylo světlo. | “ |
| — Genesis, 1,1–1,3 | |   |

| „                             | Neboť Bůh tak miloval svět, že dal svého jediného Syna, aby žádný, kdo v něho věří, nezahynul, ale měl život věčný. | “ |
| — Evangelium podle Jana, 3,16 | |   |